# Adrien Bourgoin
Pour les articles homonymes, voir Bourgoin.
Adrien Paul Bourgoin (Paris 10e, 10 mars 1862 - Paris 5e, 3 mai 1934) était un ingénieur polytechnicien, ingénieur général de l’artillerie navale, chercheur au laboratoire central de la Marine, conférencier à l'École Supérieure de la Marine (artillerie théorique), et directeur de la fonderie de la marine de Ruelle pour l'État Major de la Marine Nationale. Il a également officié à l’ancien ministère des Colonies.

## Famille
Adrien Bourgoin, né à Paris en 1862, est le fils d’Esther Harlachol et d’Henri Bourgoin, ingénieur et inspecteur général des chemins de fer de l’est, puis comptable.
Avec son épouse, Marie-Mathilde Poursin, il est le père de Jean Bourgoin , ingénieur polytechnicien lui aussi, et de Jacqueline Bourgoin (seconde épouse d'André Diethelm , bras droit de Charles de Gaulle et ministre de la guerre durant la Seconde Guerre mondiale).
Sa descendance est aujourd’hui française, canadienne, et eurasienne.

## Études et enfance
Il passe son enfance entre Paris et la Moselle dont la famille Bourgoin est originaire même si plusieurs générations se sont installées à Paris depuis. Très attaché à la ville de Metz, il y résidera en 1922.
Avec une bourse d'études, en 1882 il intègre l'école militaire Polytechnique, durant quatre ans et se spécialise en artillerie navale.

## Voyages avec la Marine nationale
Adrien Bourgoin a effectué de nombreux voyages et tours du monde à bord de plusieurs navires dont le Durmont-Durville. Il s’est rendu en mission au Bénin, Congo, Polynésie Française, etc.
Après trente deux ans au service de l'armée française, il est décédé le 1er mai 1934 à l'Hôpital militaire du Val-de-Grâce à Paris.

## Distinctions
Il est Commandeur de la Légion d’Honneur[Quand ?].

## Publications scientifiques d'Adrien Bourgoin
Projectiles containing Explosives by Commandant Adrien Paul Bourgoin (A.R/Annual Report). Annual Report, Smithsonian Institution, 1917, Washington, 1919, pp. 131-146. Traduit de la Revue Générale de Sciences Pures et Appliquées, vol. 27 (13 avril 1916), p.213-221 
Ses travaux sont encore cités en référence en 2005 dans des universités américaines et dans des thèses.

## Sources
- Parcours de vie dans la Navale
- Archives nationales (dossiers complets : militaire et Légion d'Honneur)